# Arnaud Ghislain
Arnaud Ghislain (né le 2 décembre 1988 à Belœil) est un athlète belge spécialiste du 400 m. 
En 2008, avec le relais 4 × 400 m belge, composée également de Jonathan Borlée, Kévin Borlée et Cedric Van Branteghem, il se classe quatrième de la finale des Jeux olympiques à la suite du déclassement du relais russe en réalisant un nouveau record national en 2 min 59 s 37.
Arnaud Ghislain est également champion  du monde d’icosathlon (20 épreuves).
Ce championnat s'est déroulé en août 2021 à Épinal(Fr).

## Palmarès
| Date | Compétition                                   | Lieu     | Résultat | Épreuve   | Temps              |
| ---- | --------------------------------------------- | -------- | -------- | --------- | ------------------ |
| 2008 | Jeux olympiques                               | Pékin    | 4e       | 4 × 400 m | 2 min 59 s 37 (RN) |
| 2009 | Championnats d'Europe par équipes (1re ligue) | Bergen   | 1er      | 4 × 400 m | 3 min 07 s 30      |
| 2009 | Universiades                                  | Belgrade | 4e       | 4 × 400 m | 3 min 06 s 61      |
| 2010 | Championnats d'Europe par équipes (1re ligue) | Budapest | 1er      | 4 × 400 m | 3 min 05 s 28      |
| 2013 | Championnats d'Europe en salle                | Göteborg | 4e       | 4 × 400 m | 3 min 07 s 98      |

## Records personnels
- En plein air[2]
  - 200 m - 21 s 24, le 10 juillet 2010 à Heusden-Zolder,  Belgique
  - 300 m - 33 s 53, le 14 juin 2008 à Namur,  Belgique
  - 400 m - 46 s 43, le 26 juin 2010 à Nivelles,  Belgique

- En salle
  - 400 m - 47 s 41, le 18 février 2007 à Gand,  Belgique